# Walkenried
Walkenried é um município da Alemanha localizado no distrito de Osterode, estado da Baixa Saxônia.
É membro e sede do Samtgemeinde de Walkenried.